# Орија (Бриндизи)
Орија (итал. Oria) је насеље у Италији у округу Бриндизи, региону Апулија.
Према процени из 2011. у насељу је живело 14715 становника. Насеље се налази на надморској висини од 147 м.

## Становништво
Према резултатима пописа становништва 2011. у општини је живело 15.228 становника.
| 1931.  | 1936.  | 1951.  | 1961.  | 1971.  | 1981.  | 1991.  | 2001.  | 2011.  |
| ------ | ------ | ------ | ------ | ------ | ------ | ------ | ------ | ------ |
| 10.546 | 11.516 | 13.628 | 14.258 | 14.465 | 14.812 | 15.089 | 15.209 | 15.228 |

## Партнерски градови
- Гротаферата